# Schwarzenberghütte (Glocknergruppe)
Die Schwarzenberghütte (von 1904 bis 1983 Mainzer Hütte) ist eine Schutzhütte der Kategorie I des Österreichischen Gebirgsvereins des ÖAV. Sie liegt in der Glocknergruppe in Österreich südlich des Großen Wiesbachhorns.

## Geschichte
Die Hütte wurde von der Sektion Austria des Deutschen und Österreichischen Alpenvereins (DuOeAV) unterhalb des Hochgruberkees im Jahr 1882 erbaut und nach dem ersten touristischen Besteiger des Wiesbachhorns benannt: Friedrich zu Schwarzenberg, Kardinal und Erzbischof von Salzburg und Prag. Bereits im Oktober desselben Jahres verlor sie bei Stürmen ihr Dach und wurde im Winter 1887/88 durch Lawinen fast bis auf die Grundmauern zerstört. Die Hütte wurde daraufhin von der Sektion Mainz des DuOeAV neu errichtet. Grundsteinlegung war am 31. August 1895, die Einweihung fand im August 1897 statt. 1900 wurde die Hütte durch einen Anbau erweitert, aber 1904 das Obergeschoß abermals durch Lawinen zerstört. Im selben Jahr wurde der Betrieb im Erdgeschoß wieder aufgenommen (Alte Mainzer Hütte) und 1908 folgte etwas unterhalb ein Neubau (Neue Mainzer Hütte). 1944 verkaufte die Sektion Mainz die Hütte an den Ostmärkischen Gebirgsverein, der ab 1945 wieder seinen alten Namen Österreichischer Gebirgsverein führt. Auch 1949 und 1951/52 wurde die Hütte von Lawinen getroffen und verfiel zusehends. Der ÖGV baute sie wieder auf, die Einweihung fand am 7. September 1986 statt.

## Aufstieg
Ausgangspunkt ist der große Parkplatz Ferleiten (1152 m) bei der Mautstation der Großglockner-Hochalpenstraße bei Fusch an der Großglocknerstraße. Von hier über den Käfertalweg Richtung Süden bis zur Vögerl-Alm. Hinter der Almhütte beginnt der gut markierte Steig, der in vielen Kehren die 1000 Höhenmeter bis zur Schwarzenberghütte überwindet.

## Touren
Die Schwarzenberghütte bietet sich als Stützpunkt für folgende Gipfeltouren an:
- Steinkarkopf (2520 m). Gehzeit: 1½ Stunden
- Remsköpfl (2671 m). Gehzeit: 1½ Stunden
- Hohe Dock (3348 m). Gehzeit: 3 Stunden
- Großer Bärenkopf (3396 m). Gehzeit: 4½ Stunden
- Klockerin (3422 m). Gehzeit: 4 Stunden
- Wiesbachhorn (3571 m). Gehzeit: 5½ Stunden
- Vorderer Bratschenkopf (3400 m). Gehzeit: 4½ Stunden

Darüber hinaus sind folgende Übergänge zu anderen Schutzhäusern möglich:
- Gruberscharten-Biwak (3100 m). Gehzeit: 3 Stunden
- Oberwalderhütte (2973 m) via Remsschartl und Bockkarscharte. Gehzeit: 3½ Stunden
- Heinrich-Schwaiger-Haus (2802 m) via Hochgruberkees und Wielingerscharte. Gehzeit: 5 Stunden